# ایستگاه متروی میانجاده
ایستگاه متروی میانجاده (شهید کیانپور) یکی از ایستگاه‌های خط ۲ متروی کرج می‌باشد. این ایستگاه در در تقاطع بلوار باغستان (امام خمینی) و بلوار شهید بهشتی (قزوین) در غرب کلانشهر کرج واقع شده‌است.
این ایستگاه در حال ساخت است و با توجه به اطلاعات منتشر شده در آذر ماه سال ۱۴۰۲ به 83.24% پیشرفت فیزیکی رسیده‌است.
ایستگاه ماقبل این ایستگاه، ایستگاه چهل و پنج متری گلشهر (تقاطع خطوط ۴ و ۲ متروی کرج) و ایستگاه مابعد آن، ایستگاه دهقانویلا (شهید بابایی) می‌باشد.

## محلات قابل دسترس
محلاتی که به سادگی میتوانند به این ایستگاه دسترسی داشته باشند، به عبارت زیر میباشد:
- گلشهر شمالی (حیدرآباد)
- کرج نو (شهید حدادی)
- دهقان ویلای اول (شهید بابایی اول)
- کوی ابوذر (منطقه 7 شهرداری کرج)
- اراضی منابع طبیعی و کشاورزی جهاد کشاورزی

## ساخت و ساز
شرکت سابیر بین‌الملل پیمانکار و طراح این خط که در حال ساخت این ایستگاه می‌باشد از روند ساخت این چنین بیان داشته‌است:
پروژه‌های قطارشهری با توجه به زیرسطحی بودن و مسائل مربوط به تأسیسات شهری، معارض‌ها، پل‌ها، کانال‌ها و ساختمان‌های مجاور، یکی از دشوارترین پروژه‌های عمرانی در دنیا محسوب می‌شوند. احداث رکتیفایر ایستگاه میانجاده به دلیل شرایط پرخطر در زیر زمین حساسیت و دشواری دو چندانی نسبت به دیگر جبهه‌های کاری در این ایستگاه را دارد.
مباحث مرتبط با سازه نگهبان این ایستگاه، وجود لوله فاضلاب ۹۰۰ میلیمتری در حال بهره برداری فاضلاب شهری در قسمت روباره رکتیفایر و همچنین قرارگیری در حدفاصل پایه های تقاطع غیر همسطح میانجاده و ترافیک شهری، حساسیت و ریسک بالایی در این جبهه کاری از خط ۲ قطار شهری کرج به وجود آورده بود. به فضل خداوند و همت نیروهای متخصص شرکت سابیر؛ عملیات ساخت رکتیفایر این ایستگاه با درنظر گرفتن تمام جوانب و دقت کافی به خطرات موجود به اتمام رسید.

شایان ذکر است رکتیفایر ایستگاه میانجاده به عنوان یکی از فضاهای مهم استقرار تجهیزات برق فشار قوی محرک ناوگان قطار است و به عنوان یکی از فضاهای مهم و مورد نیاز جهت راه اندازی اولویت اول پروژه خط ۲ قطار شهری کرج مطرح است.

## معماری
بر حسب آنچه در تصاویر منتشره از وبگاه شرکت سابیر بین اللمل، قرار است ایستگاه میانجاده به صورت جزیره ای باشد. به صورتیکه در وسط خطوط رفت و برگشت سکو بوده و در طرفین آن، محل استقرار قطار های می باشد.

## جستار های وابسته
- مترو
- متروی ایران
- متروی کرج
- خط 2 متروی کرج